# Jules Case

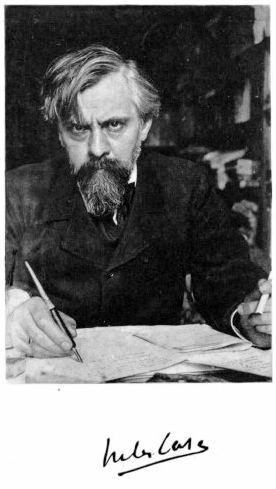
Jules Case

Jules Richard Case, född 24 juni 1856 och död 15 december 1931, var en fransk författare.
Case är en förnäm representant för den psykologiska realismen efter Paul Bourget. Case utgav på 1880- och 1890-talen romaner som L'amour artificiel och L'étranger med flera, utmärkta för skarp analys och förakt för allt intrigspel. Han har även gjort sig ett namn som dramatiker med Stella (1903) och som essäist med Tablettes littéraires (1909).